# Maurits van Löben Sels
Maurits Jacob van Löben Sels (Német Birodalom, Alsó-Szászország, Meppen, 1876. május 1. – Hollandia, Gelderland, Velp, 1944. október 4.) olimpiai bronzérmes holland vívó, katona.
Az 1906. évi nyári olimpiai játékokon, Athénban indult, amit később nem hivatalos olimpiává nyilvánított a Nemzetközi Olimpiai Bizottság. Ezen az olimpián öt vívószámban indult: párbajtőrvívásban 6. lett, kardvívásban és háromtalálatos kardvívásban és tőrvívásban helyezés nélkül zárt. Csapat kardvívásban bronzérmes lett.
Két évvel később visszatért az 1908. évi nyári olimpiai játékokra, Londonba. Ezen az olimpián három vívószámban indult: párbajtőrvívásban és kardvívásban helyezés nélkül zárt. Csapat kardvívásban 5. lett.
A holland hadseregben volt tiszt.